# Летње олимпијске игре младих 2010.
Летње олимпијске игре младих 2010.  званично познате као I летње омладинске олимпијске игре и опште познате као Сингапур 2010. биле су прво издање Олимпијских игара младих (ОИМ / YOG), догађаја заснованог на Олимпијским играма за младе спортисте.
Одржане су у Сингапуру од 14. до 26. августа 2010. године. Био је то први догађај у југоисточној Азији који је одобрио Међународни олимпијски комитет. На Играма је учествовало око 3.600 спортиста узраста од 14 до 18 година из 204 земље, који су се такмичили у 201 дисциплини у 26 спортова. Званичне табеле са освојеним медаљама нису објављене, али најуспешнија нација на играма била је Кина, а затим Русија; домаћин Сингапур није освојио нити једну златну медаљу. Већина јединствених карактеристика ИОМ-а, као што су мешовити НОЦ тимови (који се састоје од младих из различитих земаља) и Културно-образовни програм (ЦЕП), дебитовали су на Играма 2010. године.
Иако концепт датира из 1998. године, формални планови за ОИМ су први пут објављени на 119. седници МОК-а 6. јула 2007. Дана 21. фебруара 2008. Сингапур је изабран за град домаћина након што је победио Москву са 53-44 у поштанском гласању од 105 чланова Међународног олимпијског комитета (МОК). Организациони комитет Олимпијских игара младих у Сингапуру (CIOMOC) припремио је осамнаест места за такмичење и дванаест места за обуку. Залив Флоат Марина је био домаћин церемоније отварања и затварања, а Олимпијско село младих налазило се на технолошком универзитету Нанианг (НТУ). Комисија је такође одабрала маскоте Игара Лио и Мерли (лав и женски мерлион), амблем Духа младости (кроз конкурс за дизајн) и тематску песму „Сви“, коју изводе пет певача који представљају сваки велики континент, при чему су Северна и Јужна Америка рачунате као један континент.
Интернет медији, азијске новине и 166 телевизијских емитера обављали су медијску покривеност Игара. Штафета бакље, која је почела 23. јула 2010. године, обухватала је тринаестодневну светску турнеју у пет градова, од којих сваки представља један континент, и шестодневну манифестацију у Сингапуру. Најзначајнији догађаји на церемонији отварања и затварања укључују представе о сингапурској историји и култури, 32 метра висок Олимпијски котао, заставе које се износе на бину и предмети са симболима ИОМ. Игре су биле поремећене разликама у буџету и броју посетилаца, два рвача ухваћена на допингу, заокретом у финалу теквондоа и наводима да су боливијски фудбалери претерани.

## Надметање за организацију догађаја
Концепт игара је 1998. развио Јохан Розенцопф као одговор на забринутост због гојазности деце и опадања учешћа младих у спорту. Председник МОК-а Жак Рог је званично најавио планове за ИОМ на 119. седници МОК-а у Гватемала Ситију 6. јула 2007. Сингапур, који је био домаћин 117. седнице, дао је своју прву званичну понуду да буде домаћин мултидисциплинарног спортског догађаја ове величине. Позитивни фактори у њеној кандидатури укључивали су њену високу повезаност са светом, њену младост као независне земље и позитивну репутацију за изврсност и мултирасну хармонију. Град-држава је покренуо кампању високог публицитета која је укључивала да буде међу првима који су покренули своју званичну веб страницу, лого понуде (упркос правилима МОК-а против логотипа понуда) и слоган понуде „Blazing the Trail“ 16. октобра 2007. Такође је натерао локално становништво да подржи његову понуду, укључујући напоре студената да прикупе 1 милион потписа.
| Град     | Земља    | Гласови |
| Сингапур | Сингапур | 53      |
| Москва   | Русија   | 44      |

Једанаест градова је изразило интересовање да буду организатори Игара, од којих се девет на крају пријавило. Пет градова од девет изабрано је за ужи избор: Атина (Грчка), Бангкок (Тајланд), Москва (Русија), Сингапур и Торино (Италија). Листа је додатно скраћена на два финалиста, Сингапур и Москву. Жак Рог је 21. фебруара 2008. објавио да је Сингапур победио на поштанском гласању са 53-44 и стога је изабран за домаћина Игара.
Постојала је забринутост да ли ће два нова места која су била планирана – Олимпијско село младих и коњички комплекс – бити припремљени на време за Игре. Стручњак за грађевину је веровао да је план у вредности од 423 милиона америчких долара за Олимпијско село на Националном универзитету Сингапура (НУС) изводљив и да би коњички објекат могао бити испоручен на време. Упркос налазу стручњака, пројекат Олимпијско село младих у Универзитетском граду НУС-а је имао проблема због повећања трошкова изградње. Касније је одлучено да се постојеће студентске домове на Нанианг технолошком универзитету у Јуронг Весту користе за Олимпијско село.

## Организација
Организациони комитет Олимпијских игара младих у Сингапуру (СИОМОЦ) је добио задатак да организује прве игре. У томе је помогао панел саветника састављен од министара из кабинета и вишег парламентарног секретара Теа Сера Лука . Поред тога, успостављен је међуминистарски комитет са Ниамом Чанг Менгом, сталним секретаром, Министарство за развој заједнице, омладину и спорт као његовим председавајућим. Сингапур је такође добио одређену међународну подршку за припреме Игара. Народна Република Кина, домаћин Летњих олимпијских игара 2008, изразила је жељу да помогне Сингапуру у његовим припремама. Лорд Себастијан Коу, председник лондонског организационог комитета за Летње олимпијске игре 2012. најавио је да чланови његовог организационог тима, укључујући тренере и администраторе, планирају да присуствују догађају. Конкурсна комисија је обезбедила 4.310 загарантованих соба у 36 хотела. Званични хотелски партнер Игара био је Fairmont Singapore.

### Трошкови
Сингапур је добио право организације догађаја 2008. са планираним буџетом од 75,5 милиона долара (105 милиона С$) уз снажну подршку владе. Буџет је касније повећан на 284 милиона долара (S$387 million), што је три пута више од првобитног износа, што су организатори приписали великим ревизијама у обиму Игара. Повећани су трошкови за логистику и транспорт, обезбеђење и надоградњу разних спортских објеката и технологије. Финансијски, локалне компаније су добиле око 70%, или S$260 million, уговора у вредности од Игара. Забринутост због прекорачења трошкова одбацио је председник СИГОЦ -а Нг Сер Мианг. Прекорачење трошкова требало је да постане питање које су покренуле опозиционе странке током општих избора у Сингапуру 2011. године.

### Места
На Играма је коришћено осамнаест такмичарских места. Догађаји су се одвијали на 11 већ постојећих места, једном новом месту (Singapore Turf Club Riding Centre) и шест привремених места која су уклоњена након Игара. Дванаест места је такође издвојено за потребе обуке. Одређени простори као што су Затворени стадион у Сингапуру и The Float@Marina Bay привремено су преуређени за потребе одржавања спортских догађаја, док је Каланг Фиелд надограђен како би могао да буде домаћин такмичења у стрељаштву. The Float@Marina Bay, плутајућа позорница, била је главни стадион за игре. Стадион има капацитет за 25.000 гледалаца и био је место где је организована церемонија отварања игара 14. августа. такође је био  место одржавања бициклистичке манифестације и завршне церемоније одржане 26. августа 2010.
Сви такмичарска и вантакмичарски локалитети налазили су се у кругу од 30 минута од Олимпијског села младих, Главног медија центра (MMC) и Олимпијских породичних хотела (ОФХ). Оперативни центар за транспорт догађаја (ETOC) управљао је свим транспортним питањима у вези са ИОМ, пружајући информације о путовању у реалном времену. Шатл услуга је повезивала сва ИОМ места за сва акредитована лица, која су такође имала право на бесплатно путовање јавним аутобусима и системом брзог јавног превоза. Олимпијске стазе младих су одређене дуж кључних рута за бржи приступ свим локацијама ОИМ.
Олимпијско село угостило је преко 5.000 спортиста и званичника тимова током 18 дана од 10. до 28. августа 2010. Село је било организовано на технолошком универзитету Нанианг (НТУ), ИОВ је служио као смештај и припремна тачка за Игре, а такође је био домаћин посебно осмишљених културних и образовних активности за спортисте. Седмог јуна је објављено да су парламентарни секретар и саветник SYOGOC-а Тео Сер Лак, бивши национални спринтер Канагасабаи Куналан и бивши национални пливач Хоселин Јео именовани за градоначелника и заменике градоначелника села.

### Маркетинг
СИГОЦ је покренуо међународни конкурс за дизајн амблема од 29. јула до 29. августа 2008, преко свог званичног сајта, захтевајући да амблем садржи три теме идентитета Сингапура, олимпијских идеала и младалачког духа. Такмичење за амблеме за Игре привукло је 1.500 учесника, а победнички дизајн под називом „Дух младости“  је представљен 10. јануара 2010. МОК је 2009. године покренуо такмичење за избор званичног дизајна медаља за прве Олимпијске игре младих. Од новембра до децембра пристигло је скоро стотину пријава из 34 земље. Онлајн гласање је завршено 22 January 2010.
Маскоте Игара били су Лио и Мерли, лав на тему ватре и женски Мерлион на тему воде. Званична тематска песма Игара била је „Сви“. Изводило га је пет певача са шест континената света, а то су Џоди Вилијамс (Африка), Шон Кингстон (Америка), Табита Наусер (Азија), Стив Еплтон (Европа) и Џесика Маубој (Океанија). Извршни продуцент песме био је локални музички продуцент Кен Лим.

## Штафета
Планови за штафету Олимпијске бакље младих, названу Путовање олимпијског пламена младих (ЈИОФ), објављени су 26. јануара 2010. Коришћена бакља је била 60 cm висине, 5 са 8 cm ширине и тешка 074 kg (163 lb). Пламен је упаљен у Олимпији у Грчкој 23. јула 2010. године и путовао је у пет градова који представљају континенте Азију, Африку, Европу, Океанију и Америку. Штафета је путовала кроз следеће градове, назване „Градови славља“:
- Берлин, Немачка
- Дакар, Сенегал
- Мексико Сити, Мексико
- Окланд, Нови Зеланд
- Сеул, Јужна Кореја

Након 13 дана проведених на светској турнеји, штафета бакље је настављена још шест дана у Сингапуру.

## Учесници
| Земље учеснице |
| --- |
| - Авганистан - Албанија - Алжир - Америчка Самоа - Андора - Ангола - Антигва и Барбуда - Аргентина - Јерменија - Аруба - Аустралија - Аустрија - Азербејџан - Бахаме - Брунеј - Бангладеш - Барбадос - Белорусија - Белгија - Белизе - Бенин - Бермуди - Бутан - Боливија - Босна и Херцеговина - Боцвана - Бразил - Британска Девичанска Острва - Брунеј - Бугарска - Буркина Фасо - Бурунди - Камбоџа - Камерун - Канада - Зеленортска Острва - Кајманска Острва - Централноафричка Република - Чад - Чиле - Кина - Колумбија - Комори - Конго - Демократска Република Конго - Кукова Острва - Костарика - Хрватска - Куба - Кипар - Чешка - Данска - Џибути - Доминика - Доминиканска Република - Еквадор - Египат - Салвадор - Екваторијална Гвинеја - Еритреја - Естонија - Етиопија - Фиџи - Финска - Француска - Габон - Гамбија - Грузија - Немачка - Гана - Уједињено Краљевство - Грчка - Гернзи - Гвам - Гватемала - Гвинеја - Гвинеја Бисао - Гвајана - Хаити - Хондурас - Хонгконг - Мађарска - Исланд - Индија - Индонезија - Иран - Ирак - Ирска - Израел - Италија - Обала Слоноваче - Јамајка - Јапан - Јордан - Казахстан - Кенија - Кирибати - Северна Кореја - Јужна Кореја - Учесници из Кувајта - Киргистан - Лаос - Летонија - Либан - Лесото - Либерија - Либија - Лихтенштајн - Литванија - Луксембург - Република Македонија - Мадагаскар - Малави - Малезија - Малдиви - Мали - Малта - Маршалска Острва - Мауританија - Маурицијус - Мексико - Савезне Државе Микронезије - Молдавија - Монако - Монголија - Црна Гора - Мароко - Мозамбик - Мјанмар - Намибија - Науру - Непал - Холандија - Холандски Антили - Нови Зеланд - Никарагва - Нигер - Нигерија - Норвешка - Оман - Пакистан - Палау - Палестина - Панама - Папуа Нова Гвинеја - Парагвај - Перу - Филипини - Пољска - Португалија - Порторико - Катар - Румунија - Русија - Руанда - Сент Китс и Невис - Света Луција - Сент Винсент и Гренадини - Самоа - Сан Марино - Сао Томе и Принсипе - Саудијска Арабија - Сенегал - Србија - Сејшели - Сијера Леоне - Сингапур (домаћин) - Словачка - Словенија - Сомалија - Соломонова Острва - Јужноафричка Република - Шпанија - Шри Ланка - Судан - Суринам - Свазиленд - Шведска - Швајцарска - Сирија - Кинески Тајпеј - Таџикистан - Танзанија - Тајланд - Источни Тимор - Того - Тонга - Тринидад и Тобаго - Тунис - Турска - Туркмeнистан - Тувалу - Уганда - Украјина - Уједињени Арапски Емирати - Сједињене Америчке Државе - Уругвај - Узбекистан - Вануату - Венецуела - Вијетнам - Америчка Девичанска Острва - Јемен - Замбија - Зимбабве |

## Свечано отварање
Церемонија отварања Игара одржана је 14. августа у The Float@Marina Bay, плутајућој позорници у близини центра Сингапура. Приближно 27.000 гледалаца присуствовало је догађају који се одвијао у позадини градског хоризонта. Улазнице за догађај коштале су између 30 и 200 долара. Представа, највећа икад одржана у граду, укључивала је преко 750 сати проба. На церемонији је учествовало преко 7.000 извођача, углавном млађих од 18 година. У средишту бине је био 32 m (35 yd) високи олимпијски котао који је дизајнирао Ренди Чен као светионик. Био је окружен са шест огромних ЛЕД дисплеја, који су стајали иза рефлектујућег базена са 200 тона воде. Догађају је присуствовао премијер Сингапура Ли Сјенлунгг.
Након загревања пред наступ и одбројавања које су водили деца и млади бубњари, шоу је почео тачно у 20:10 (UTC+8) — референца на годину догађаја — ватрометом емисија, а затим културни сегмент под називом Selamat Datang на којој су били кинески, малајски и индијски извођачи. Сегмент је завршен наступима домаћих уметника евроазијског и перанаканског наслеђа, који симболизују мешавину традиције и модерности у Сингапуру. Публика је дочекана унапред снимљеним порукама неколико олимпијских амбасадора: олимпијаца Јусеина Болта, Мајкла Фелпса и Јелене Исинбајеве, чланова бенда 30 Seconds to Mars и глумаца Џекија Чена и Џета Лија. Застава Сингапура је представљена на сцени са војним бендом Деии, који је освојио награду за најбољи бенд године и награду за најбољи бубањ на такмичењу Централ Јудгинг Дисплаи Банд Цомпетитион Сингапурског фестивала младих 2010, изводећи Five Stars Arising, и химну док је подигнута застава.
Током сегмента „Порекло“ који је говорио о историји града, извођачи су ушли на сцену у теретним контејнерима како би приказали долазак најранијих имиграната. Церемонија је настављена плесном представом са популарним песмама из периода 1940-их па до данас. Сегмент под називом „Чудовиште” испричао је причу о младом боксеру који је морао да се бори са огромним чудовиштем. Он позива своје Силат ратнике да се боре против чудовишта, али они нису успели; он призива своје Калари ратнике и Вусху ратнике. Али убрзо савладава своје унутрашње страхове и побеђује огромно чудовиште. Певачица Сеах Веи Вен је затим извела песму „Across The Finish Line“ коју су компоновали Маиуни Омар и Матхилда Д Силва, у центру рефлектујућег базена. Уследила је Играње ватром, у којој је змај представљен као симбол храбрости, снаге и мудрости. У овом сегменту учествује 500 младих из Сингапурског удружења Сока који се од многих риба формирају у змаја. Осликавајући тему глобалне сарадње, чланови Светског омладинског оркестра Игара у Сингапуру извели су оркестарску композицију са различитим инструментима из целог света. Оркестар је предводио Дарел Анг, млади сарадник диригент Сингапурског симфонијског оркестра. Следећи сегмент, под називом „Пупољак“, приказивао је кишу као симбол наде и подмлађивања. На крају шоуа сегмента церемоније певачи Маркус Ли из Ex-Dee и Лиан Ким Селби извели су песму „A New Story”, која је плански поручена за догађај. Њихов наступ је пратила модна ревија коју су организовали студенти LASALLE Колеџа уметности.
Сваку заставу представљених националних олимпијских комитета на бину је изнео представник спортиста. Пратећи олимпијску традицију, застава Грчке је ушла прва као зачетник игара, а застава Сингапура уведена је последња као земља домаћин. Церемонију заставе пратило је певање тематске песме Игара и речи Нг Сер Мианга, председника Организационог комитета Олимпијских игара младих у Сингапуру, и Жака Рога, председника Међународног олимпијског комитета. Игре у Сингапуру је тада званично прогласио отвореним СР Натан, председник Сингапура . Олимпијску заставу је на сцену донело осам олимпијаца — Тан Хоу Лијанг, Јелена Исинбајева, Јанг Јанг, Тан Енг Лијанг, Френки Фредерикс, Патриша Чан, Тао Ли и Сергеј Бубка — и предала је осам сингапурских омладинаца пре него што је подигнута певање Олимпијске химне на грчком од стране сингапурских певача. Олимпијску заклетву је у име свих спортиста положила Керолајн Чу, у име свих судија Сајед Абдул Кадир, а у име свих тренера Дејвид Лим Фонг Џок. Коначно, чамац у облику феникса пренео је Олимпијски пламен младих преко залива Марина и прошао је између шест сингапурских омладинаца у штафети. Морнар Дарен Чој је био последњи носилац бакље и запалио је котао.
32 m (105 ft) високи котао дизајнирао је др Тсаи Хер-Ман, колега и стални проналазач Сингапурског научног центра. Дизајниран је да изгледа као светионик, његова а карактеристика је била вртложна 8 m (26 ft) ватрени стуб назван „вртложни пламен“ или „ватрени торнадо“ унутар цеви са отвором на горњем крају. Котао, који је патентиран у Сингапуру и Сједињеним Америчким Државама, потрошио је око 2 MW (2.700 КС) горива, мање од половине количине коју користе конвенционални олимпијски котлови. Др Тсаи је рекао да се нада да би његов дизајн могао да се користи за друге олимпијске догађаје у будућности. Котао је тајно тестиран у 4:00 ујутру током два месеца која су претходила церемонији отварања.

## Спортови
- Водени спортови
  -  Роњење (4) (детаљи)
  -  Пливање (34) (детаљи)
- Стреличарство (2+1) (детаљи)
- Атлетика (34+2) (детаљи)
- Бадминтон (2) (детаљи)
- Кошарка (2) (детаљи)
- Бокс (11) (детаљи)
- Кану (6) (детаљи)
- Бициклизам (1) (детаљи)
- Јахање (1+1) (детаљи)
- Мачевање (6+1) (детаљи)
- Хокеј на трави (2) (детаљи)
- Фудбал (2) (детаљи)
- Гимнастика  (детаљи) 
  -  Уметничка гимнастика (12) (детаљи)
  -  Ритмичка гимнастика (2) (детаљи)
  -  Трамбулина (2) (детаљи)
- Рукомет (2) (детаљи)
- Џудо (8+1) (детаљи)
- Модерни петобој (2+1) (детаљи)
- Веслање (4) (детаљи)
- Једрење (4) (детаљи)
- Стрељаштво (4) (детаљи)
- Стони тенис (3) (детаљи)
- Теквондо (10) (детаљи)
- Тенис (4) (детаљи)
- Триатлон (2+1) (детаљи)
- Одбојка (2) (детаљи)
- Дизање тегова (11) (детаљи)
- Рвање (14) (детаљи)

На Играма је било 26 спортова са укупно 31 дисциплине и 201 догађајем. У оквиру 201 дисциплине, било је 8 мешовитих екипних такмичења (мешовити-НОЦ), 4 мешовите екипне дисциплине, 1 отворене дисциплине (коњички), 106 мушких и 82 женске дисциплине. То су две дисциплине према класификацији водених спортова МОК-а (роњење и пливање) и три дисциплине у гимнастици (уметничка, ритмичка и трамполина). Сваки спорт на Играма био је представљен пиктограмом инспирисаним званичним амблемом „Дух младости“ који се састоји од црвеног пламена, плаве звезде и зеленог полумесеца, који је био приказан као учесник у сваком од 26 спортова Олимпијских игара младих. Спортски пиктограми су имали карактеристичан, савремени графички стил који је имао за циљ да их учини веома препознатљивим обележјем Игара. Списак спортова је следећи:
На Играма је учествовало око 3.600 спортиста, узраста од 14 до 18 година. Свих 205 националних олимпијских комитета (НОК) су били заступљени, осим Кувајта, који је суспендован у јануару 2010. због наводног мешања владе; међутим, три кувајтска спортиста су се такмичила под олимпијском заставом. Јединствена карактеристика ИОМ-а је креирање мешовитих НОЦ тимских догађаја. Да би се подстакло пријатељство међу учесницима, тимови су формирани од стране спортиста из различитих земаља како би се такмичили на интерконтиненталној основи. Мешовити НОЦ спортови су укључивали коњичко скакање, мачевање, џудо, модерни петобој и триатлон. Било је осам дисциплина које су биле састављене у потпуности од мешовитих тимова НОК-а, и као такви свих 25 медаља у овим дисциплинама, укључујући две бронзе у џудоу, освојили су мешовити национални тимови.
Прва златна медаља на Играма додељена је 18-годишњој јапанској триатлонки Јуки Сато, која је 15. августа победила у конкуренцији девојчица. Прва медаља земље домаћина Сингапура била је бронза у теквондоу за Дерил Тана, освојена 16. августа. Прва златна медаља за мешовити НОЦ припала је тиму Европа 1 у саставу Јана Егорјан из Русије и Италијани Марко Фикера Марко, Камила Манчини, Леонардо Афеде, Алберта Сантучо Алберта и Едуардо Лупери, који је победио у екипном такмичењу у мачевању.

### Табела освојених медаља
Иако организатори догађаја нису водили статистику о званичном броју освојених медаља, новинске куће, као што је кинмсн, водиле су незваничне табеле медаља, где се медаље које су освојили мешовити тимови НОК-а приписују НОК-има којима спортисти припадају. Следећа табела наводи десет најбољих рангираних НОЦ-а и нацију домаћина. Погледајте табелу медаља на Летњим олимпијским играма младих 2010. за више детаља и пуну табелу са медаљама које су освојили мешовити национални тимови који се рачунају одвојено.
  *   Домаћин ( Сингапур)
| Позиција    | Држава                     | Злато | Сребро | Бронза | Укупно |
| ----------- | -------------------------- | ----- | ------ | ------ | ------ |
| 1           | Кина                       | 30    | 16     | 5      | 51     |
| 2           | Русија                     | 18    | 14     | 11     | 43     |
| 3           | Јужна Кореја               | 11    | 4      | 4      | 19     |
| 4           | Украјина                   | 9     | 9      | 15     | 33     |
| –           | Мешани тимови              | 9     | 8      | 11     | 28     |
| 5           | Куба                       | 9     | 3      | 2      | 14     |
| 6           | Аустралија                 | 8     | 13     | 8      | 29     |
| 7           | Јапан                      | 8     | 5      | 3      | 16     |
| 8           | Мађарска                   | 6     | 4      | 5      | 15     |
| 9           | Француска                  | 6     | 2      | 7      | 15     |
| 10          | Италија                    | 5     | 9      | 5      | 19     |
| 11          | Азербејџан                 | 5     | 3      | 0      | 8      |
| 12          | Немачка                    | 4     | 9      | 9      | 22     |
| 13          | Сједињене Америчке Државе  | 4     | 9      | 8      | 21     |
| 14          | Тајланд                    | 4     | 3      | 0      | 7      |
| 15          | Израел                     | 3     | 2      | 0      | 5      |
| 16          | Канада                     | 3     | 1      | 8      | 12     |
| 17          | Уједињено Краљевство       | 3     | 1      | 5      | 9      |
| 18          | Кенија                     | 3     | 0      | 3      | 6      |
| 19          | Литванија                  | 3     | 0      | 1      | 4      |
| 20          | Јужноафричка Република     | 2     | 4      | 3      | 9      |
| 21          | Бразил                     | 2     | 3      | 1      | 6      |
| 22          | Етиопија                   | 2     | 3      | 0      | 5      |
| 22          | Колумбија                  | 2     | 3      | 0      | 5      |
| 24          | Казахстан                  | 2     | 2      | 2      | 6      |
| 24          | Египат                     | 2     | 2      | 2      | 6      |
| 26          | Иран                       | 2     | 2      | 1      | 5      |
| 27          | Белгија                    | 2     | 1      | 2      | 5      |
| 28          | Шведска                    | 2     | 0      | 3      | 5      |
| 29          | Нигерија                   | 2     | 0      | 2      | 4      |
| 30          | Бугарска                   | 2     | 0      | 1      | 3      |
| 30          | Словенија                  | 2     | 0      | 1      | 3      |
| 32          | Монголија                  | 2     | 0      | 0      | 2      |
| 33          | Шпанија                    | 1     | 4      | 6      | 11     |
| 34          | Румунија                   | 1     | 4      | 2      | 7      |
| 35          | Турска                     | 1     | 3      | 6      | 10     |
| 36          | Чешка                      | 1     | 2      | 3      | 6      |
| 37          | Аргентина                  | 1     | 2      | 2      | 5      |
| 38          | Холандија                  | 1     | 2      | 1      | 4      |
| 38          | Нови Зеланд                | 1     | 2      | 1      | 4      |
| 40          | Северна Кореја             | 1     | 1      | 3      | 5      |
| 41          | Вијетнам                   | 1     | 1      | 2      | 4      |
| 42          | Хрватска                   | 1     | 1      | 1      | 3      |
| 42          | Србија                     | 1     | 1      | 1      | 3      |
| 42          | Данска                     | 1     | 1      | 1      | 3      |
| 45          | Пољска                     | 1     | 0      | 5      | 6      |
| 46          | Аустрија                   | 1     | 0      | 3      | 4      |
| 47          | Киргистан                  | 1     | 0      | 2      | 3      |
| 48          | Доминиканска Република     | 1     | 0      | 1      | 2      |
| 48          | Еритреја                   | 1     | 0      | 1      | 2      |
| 50          | Америчка Девичанска Острва | 1     | 0      | 0      | 1      |
| 50          | Чиле                       | 1     | 0      | 0      | 1      |
| 50          | Уругвај                    | 1     | 0      | 0      | 1      |
| 50          | Боливија                   | 1     | 0      | 0      | 1      |
| 50          | Тринидад и Тобаго          | 1     | 0      | 0      | 1      |
| 50          | Јамајка                    | 1     | 0      | 0      | 1      |
| 50          | Ирска                      | 1     | 0      | 0      | 1      |
| 50          | Порторико                  | 1     | 0      | 0      | 1      |
| 58          | Индија                     | 0     | 6      | 2      | 8      |
| 59          | Белорусија                 | 0     | 4      | 1      | 5      |
| 60          | Кинески Тајпеј             | 0     | 3      | 0      | 3      |
| 61          | Узбекистан                 | 0     | 2      | 5      | 7      |
| 62          | Сингапур*                  | 0     | 2      | 4      | 6      |
| 63          | Словачка                   | 0     | 2      | 3      | 5      |
| 63          | Венецуела                  | 0     | 2      | 3      | 5      |
| 65          | Малезија                   | 0     | 2      | 0      | 2      |
| 66          | Мексико                    | 0     | 1      | 5      | 6      |
| 67          | Грчка                      | 0     | 1      | 3      | 4      |
| 67          | Јерменија                  | 0     | 1      | 3      | 4      |
| 69          | Швајцарска                 | 0     | 1      | 2      | 3      |
| 70          | Јордан                     | 0     | 1      | 1      | 2      |
| 70          | Молдавија                  | 0     | 1      | 1      | 2      |
| 70          | Португалија                | 0     | 1      | 1      | 2      |
| 70          | Таџикистан                 | 0     | 1      | 1      | 2      |
| 74          | Катар                      | 0     | 1      | 0      | 1      |
| 74          | Еквадор                    | 0     | 1      | 0      | 1      |
| 74          | Екваторијална Гвинеја      | 0     | 1      | 0      | 1      |
| 74          | Пакистан                   | 0     | 1      | 0      | 1      |
| 74          | Хонгконг                   | 0     | 1      | 0      | 1      |
| 74          | Бахаме                     | 0     | 1      | 0      | 1      |
| 74          | Хаити                      | 0     | 1      | 0      | 1      |
| 74          | Кипар                      | 0     | 1      | 0      | 1      |
| 74          | Науру                      | 0     | 1      | 0      | 1      |
| 83          | Финска                     | 0     | 0      | 2      | 2      |
| 84          | Туркмeнистан               | 0     | 0      | 1      | 1      |
| 84          | Мароко                     | 0     | 0      | 1      | 1      |
| 84          | Камбоџа                    | 0     | 0      | 1      | 1      |
| 84          | Холандски Антили           | 0     | 0      | 1      | 1      |
| 84          | Индонезија                 | 0     | 0      | 1      | 1      |
| 84          | Саудијска Арабија          | 0     | 0      | 1      | 1      |
| 84          | Грузија                    | 0     | 0      | 1      | 1      |
| 84          | Гватемала                  | 0     | 0      | 1      | 1      |
| 84          | Летонија                   | 0     | 0      | 1      | 1      |
| 84          | Босна и Херцеговина        | 0     | 0      | 1      | 1      |
| 84          | Норвешка                   | 0     | 0      | 1      | 1      |
| 84          | Кувајт                     | 0     | 0      | 1      | 1      |
| 84          | Либан                      | 0     | 0      | 1      | 1      |
| 84          | Перу                       | 0     | 0      | 1      | 1      |
| 84          | Уганда                     | 0     | 0      | 1      | 1      |
| Укупно (98) | Укупно (98)                | 202   | 199    | 221    | 622    |

## Културни и образовни програм
МОК је поставио визију да ИОМ буде догађај који се састоји од баланса спорта, културе и образовања. Циљ Културно-образовног програма у којем су учествовали спортисти био је да едукује, ангажује и утиче на спортисте да развију прави спортски дух и да живе по олимпијским вредностима изврсности, поштовања и пријатељства, док се истовремено забављају.
У циљу промовисања културног образовања међу младима који учествују, ИОМ програм је укључивао живе наступе младих, уметничке инсталације и фестивале који се врте око олимпијског духа и културне разноликости. Одржан је широк спектар активности, као што су практичне радионице, разговори олимпијаца, активности на отвореном, пројекти у заједници и изложбени штандови, све засновано на пет тема:
- Олимпизам – порекло, филозофија, структура и еволуција модерних Олимпијских игара.
- Развој вештина – различити аспекти професионалне спортске каријере, као што су лични развој, опције за каријеру и управљање транзицијама у животу.
- Добробит и здрав начин живота – здрава исхрана, управљање стресом и ризици у спорту као што је допинг.
- Друштвена одговорност – бити одговоран глобални грађанин бригом за животну средину и промовисањем одрживог развоја и односа у заједници.
- Изражавање – интеракција са колегама спортистима и учење од њих путем дигиталних медија и вечерњих фестивала у Олимпијском селу младих.

Центар за учење Олимпијских игара младих у Сингапуру налази се у седишту СИГОЦ-а дуж пута Кеј Сианг. Званично су га отворили председник СНОЦ-а Тео Чи Хеан и бивши шампион у скоковима с мотком Сергеј Бубка 30. октобра 2008. Двоспратни објекат на шесто квадрата био је отворен за јавност. Омогућавао је посетиоцима да открију и искусе дух Олимпијских игара и прате пут Сингапура до Игара од победе у надметању за домаћина првих игара младих у 2010. Садржао је неколико секција које су за циљ имале едукацију јавности о различитим спортовима, као и историјат олимпијских рекорда и дешавања на играма. Публика је такође могла да се окуша у стоном тенису, мачевању и кошарци на интерактивним секцијама. Касније је затворен због реновирања од 18. августа до краја 2010.

## Церемонија затварања
Церемонија затварања Игара одржана је 26. августа у The Float@Marina Bay. Шоу је почео тачно у 20:00 по сингапурском времену са младим учесницима, навијачицама и маскотама игара Лио и Мерли који су плесали уз микс песме „Fame“ и „Fight for This Love“. Након доласка председника МОК-а Жака Рога и премијера Сингапура Ли Сјенлунга, дванаестогодишња Натанија Онг предводила је хор и публику у певању химне Сингапура. У следећем сегменту „Blazing the Trai“, 5 младих певача извело је песму, док су студенти обучени да подсећају на „Дух младости“, амблем Сингапура 2010, извели масовну изложбу. Након предмета, спортисти и заставе које представљају све нације које се такмиче кренуле су на плутајућу платформу. Затим је на ЛЕД екранима на бини приказан кратак снимак који је приказивао најбоље моменте са игара, док су своју композицију „A New Story” изводили певачица Хелејане-Ен Лачике Фернандез и троје музичара.
Након наступа уследио је сегмент протокола. Одата је почаст 20.000 волонтера који су учествовали на Играма, при чему је сингапурски пливач Раинер Нг одржао кратак говор захваливши се волонтерима и осам других спортиста који су уручили букете за осам волонтера. Затим су уследили говори Нг Сер Мианга, председника Организационог комитета Олимпијских игара младих у Сингапуру, и Жака Рога, председника МОК-а, при чему је Рог званично прогласио Игре затвореним, у складу са традицијом. Потом је спуштена олимпијска застава уз интонирање Олимпијске химне. На церемонији примопредаје, олимпијска застава је предата од Тео Сер Луцка, који је обављао дужност градоначелника Сингапура, преко Јацкуеса Роггеа, Ји Јианиеу, градоначелнику Нанђинга, Кина, града домаћина Летњих олимпијских игара младих 2014 . Потом је одсвирана химна Кине уз подизање кинеске заставе, а уследила је кратка видео презентација која приказује Нањинг. Олимпијски пламен игара младих је тада коначно угашен уз звуке хорне. Свечани концерт обележио је крај представе уз песме и наступе домаћих уметника.

## Медијско извештавање
Организатори Игара су користили онлајн медије за рекламирање догађаја, укључујући Фриендстер, Facebook, Twitter, WordPress и званични форум за дискусију Иоутх.сг 2010. Потписани су уговори са 166 емитера за пружање телевизијског преноса Игара широм света. То укључује Кинеску централну телевизију, која је преносила церемонију отварања уживо и емитовала девет сати дневно на свом спортском каналу CCTV-5, и телевизијску мрежу Universal Sports у Сједињеним Америчким Државама. Највише извештаја штампаних медија о Играма имале су азијске новине и новинске агенције; иако су аустралијске новине објављивале кратке вести, резултате и слике, а британска штампа је пратила догађаје због интересовања које су изазвале наредне Летње олимпијске игре 2012. у Лондону. У Канади, игре је преносио канадски олимпијски медијски конзорцијум, заједничко предузеће CTVglobemedia и Rogers Media. Извештавање о тим играма било је ограничено на једносатни дневни пакет најважнијих догађаја на Sportsnet-у и TSN2 (реемитован неколико седмица касније на ТСН-у). Конзорцијум, међутим, није имао права на Зимске олимпијске игре младих 2012. у Инзбруку.

## Контроверзе
Почетни буџет од 108 милиона СГД премашен је више од три пута и износи више од 300 милиона СГД.

### Посећеност
International Herald Tribune је у чланку од 16. августа 2010. тврдио да је продаја карата за догађаје била „слаба“ упркос скупој владиној кампањи која је укључивала билборде широм Сингапура како би се подстакли манифестацију и да је било извештаја да су деца „присилна “ да присуствују догађајима пре Игара. Ово су демантовали организатори игара.
Чланови јавности су коментарисали да, иако су неки догађаји распродати, изгледа да има много слободних места на догађајима, и тврде да је то зато што је Министарство просвете (МП) извршило блокаду куповине 87.000 пропусница које ће бити дате школама. Међутим, студенти обично нису остајали током целог трајања сесије, која може трајати и до седам сати. Министарство просвете је негирало да су ученици криви, наводећи да је више од 95% ученика којима су додељене улазнице присуствовало догађајима, као и да су неке школе тражиле да купе додатне карте због велике потражње. SYOGOC је најавио да ће, када седнице почну, незаузета места бити препродата људима који се лично појаве на местима одржавања. Да би се омогућило менаџерима просторија да процене број места доступних за препродају, наставницима који прате ученике на догађаје је наложено да обавесте менаџере места ако намеравају да оду пре него што се догађаји заврше и информишу број места која су заузели ученици. Организатори су 20. августа известили да су карте распродате за свих 26 спортова, осим фудбала за девојчице.
Контроверзе су такође произашле из школски политике у Презбитеријанској основној школи Куо Чуан, локалној основној школи. Школа је навела да је од ученика који присуствују догађајима у склопу Игара тражен депозит од 5 С$ који се враћа, када су били ван школе. Директор, Клифорд Чуа, рекао је да је то било да се "осигура да наша деца науче вредност одговорности и да не узимају ову ретку прилику здраво за готово, трошењем карте и ускраћивањем друге шансе". Такође, депозит је враћен чак и ако дете није присуствовало догађају. Међутим, овај потез је изазвао помешане реакције родитеља, који су или подржали идеју или су сматрали да то није адекватан приступ. Неке друге школе давале су бесплатне карте својим ученицима, док је Англо-кинеска школа (основна) подстицала учешће од 1 до 2 долара од стране ученика како би их научили да цене своје карте.

### Повлачење Ирана из финалног меча у теквондоу
Ирански званичници су 16. августа 2010. повукли Мохамеда Сулејманија из финала теквондоа у категорији до 48 килограма против Израелца Гилија Хајмовица, наводећи као разлог повреду скочног зглоба. Према званичницима, Сулејмани је први пут повредио скочни зглоб на Светском јуниорском првенству у Мексику раније ове године, а повреда се поново јавила током његовог полуфиналног такмичења против Грегорија Инглиша из САД. Сулејмани је послат у болницу на рендгенски снимак, а скочни зглоб му је стављен гипс. Хаимовиц је стандардно награђен златном медаљом на победничкој церемонији у Међународном конгресном центру Сунтец са које је био одсутан Сулејмани, освајач сребрне медаље. У каснијем интервјуу Сулејмани је рекао да је веома тужан што је пропустио меч јер је био сигуран да ће узети златну медаљу. Израелски шеф мисије Данијел Орен тврдио је да је повлачење било политички мотивисано. Рекао је: Није први пут да се ово дешава на Олимпијским играма. Али ово је први меч за медаљу. Да будем искрен, када је наш момак ушао у финале, знали смо да ће се то десити. Разговарао сам са нашим после финала и он је, наравно, био разочаран што није имао прилику да освоји своје злато кроз стварну борбу, више ми је жао иранског момка. Ми се овде бавимо спортом, спортом младих, заправо, штета што се умешала политика. Међутим, портпарол МОК-а Марк Адамс је рекао: „Што се МОК-а тиче, овде нема злокобне намере. Оно што знамо у ствари је да је спортиста повредио скочни зглоб и да је послат у болницу на рендген. Тестови су открили да он није претрпео преломе и сада је добро, тако да је [контроверза] само нагађање, осим ако нема више чињеничних информација. Ово је поновио председник МОК-а Жак Рог 17. августа: „Он [Сулејмани] је одвезен у болницу, прегледао га је сингапурски лекар, потпуно независан, не припада организацији и дијагностиковао је угануће скочног зглоба. За нас, то је крај приче“. Раније је Иран изјавио да пошто његова постојећа влада не признаје Израел као државу, његова политика је да се повуче из такмичења против те земље.

### Старост боливијских фудбалера
Артуро Гарсија, председник Удружења тренера Санта Круза у Боливији, рекао је за боливијски лист La Razón да има доказ да је најмање пет играча у боливијском фудбалском тиму дечака било старије од 15 година. Боливија је победила Хаити са 5 : 0 и освојила златну медаљу у финалу фудбалског турнира за дечаке 25. августа 2010. Заменик боливијског министра спорта Мигел Анхел Римба наредио је истрагу о случају.
Селектор Црне Горе Сава Ковачевић, чији је тим испао од Боливије у полуфиналу, рекао је да ће Црна Гора тражити од фудбалске управе ФИФА да испита случај. Међутим, ФИФА је саопштила да то неће учинити јер је притужбе у вези са квалификовањем играча требало да буду поднете у писаној форми седишту ФИФА у Сингапуру на Олимпијским играма младих најкасније пет дана пре прве утакмице, односно до 8. августа. ФИФА је такође саопштила да се особље ФИФЕ састало са свим фудбалерима појединачно у Олимпијском селу и проверило њихове пасоше у односу на датуме рођења које су дали национални олимпијски комитети.

### Допинг
Два рвача, рвач грчко-римским стилом до 50 килограма Нурбек Хакулов из Узбекистана и рвач у категорији до 6  килограма слободним стилом Џони Пилеј из Еквадора, дисквалификовани су након што је утврђено да су били позитивни на забрањени диуретик фуросемид.